# Súber

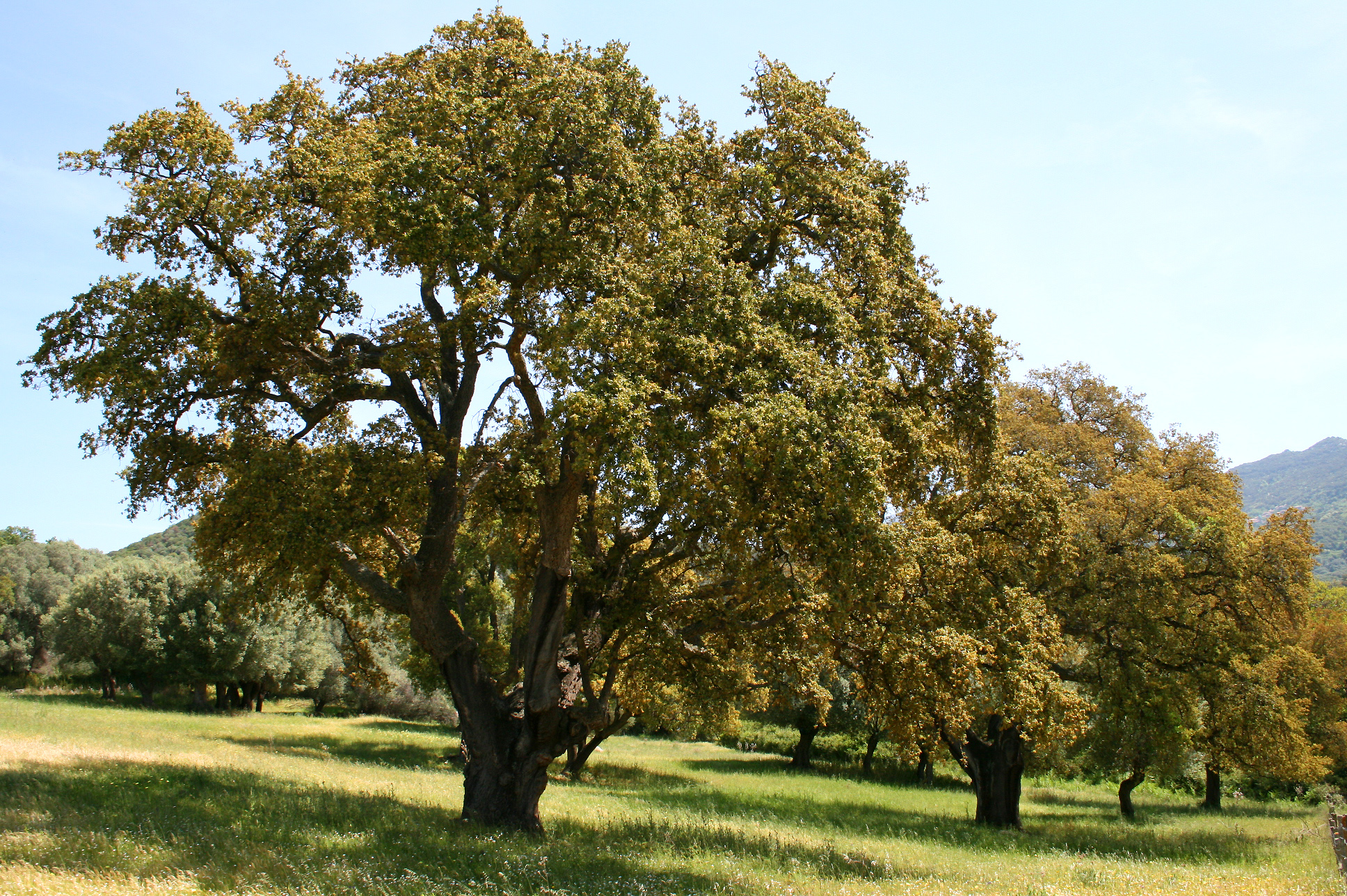

El súber o felema es un tejido muerto que protege a otros tejidos interiores de una planta de la desecación, daño mecánico, insectos y herbívoros. Está formado por células muertas cuyas paredes están impregnadas con suberina. De este modo ofrece protección mecánica, y al mismo tiempo, constituye un buen aislador térmico ya que sus cavidades celulares (lumentacion) están llenas de aire. El súber junto con el cámbium suberoso y el floema constituyen la corteza del tronco. 
La mayor parte de las plantas no sólo alcanzan mayor altura con la edad, sino que también crecen en diámetro. El proceso por medio del cual las comúnmente llamadas dicotiledóneas leñosas incrementan el grosor de sus troncos, tallos, ramas y raíces se conoce como crecimiento secundario. Naturalmente, los tejidos involucrados en este proceso se denominan Tejidos secundarios. Éstos no derivan de meristemos apicales sino que son producidos por los meristemas laterales: el cámbium vascular y felógeno.
El principal componente del súber es un biopolímero denominado suberina; este actúa como una barrera entre las plantas y el ambiente aunque unas grietas llamadas lenticelas permiten el intercambio de gases entre el interior de la planta y el ambiente. Está basado en un complejo poliéster de glicerol y largas cadenas de α,ω-diácidos y ω-hidroxiácidos. La suberina está presente en células suberosas, donde representa hasta el 50 % de la composición química de sus paredes celulares. Algunas plantas tienen cantidades significativas de células suberosas; una de las formas más familiares es el corcho.